# Insect (film, 2021)
Pour les articles homonymes, voir Insect.
Pour plus de détails, voir Fiche technique et Distribution.
 Insect est un film d'horreur américain réalisé par Riccardo Paoletti, sorti en 2021. Le film est produit par The Asylum.

## Synopsis
Le temps d’un week-end, un groupe d’amis décide d’aller s’amuser dans une maison de campagne isolée. Arrivés sur place, ils éprouvent une très mauvaise surprise : ils sont attaqués par des essaims d’insectes volants, avides de sang humain et mangeurs d’hommes.

## Distribution
- Alessio Lapice : ?
- Cristina Marino : ?
- Salvatore Langella : ?
- Filippo Tirabassi : ?